# .sr
‎.sr‏ دامنه اینترنتی اختصاص داده شده به کشور سورینام است.